# 巴爾波亞公園站
巴爾波亞公園站（英語：Balboa Park Station）是位在舊金山南方，由灣區捷運（BART）與舊金山輕軌複合共構的車站，其命名來自該站北邊的巴尔波亚公园。本站有四條BART路線經過，並且也是兩條舊金山輕軌路線的終點（J線與K線）；M線終點站則在本車站的斜對街角。
在車站站體西邊為280號州際公路（高速公路），西北邊為舊金山城市學院，為通勤交通上重點車站。本站為使用舊金山Muni FastPass月票（搭配路路通卡）於舊金山郡市自由搭乘BART的最南端站；往南下一BART站——戴利城站則屬於聖馬刁郡範圍，即使是單程票價，價錢也突然大增。由於BART戴利城站是一座島式月台加上一座側式月台的設計，而BART巴爾波亞公園站則是單一島式月台，若要在同一月台輕鬆換搭不同BART路線，巴爾波亞公園站是較佳選擇。
巴爾波亞公園站的開通營運日期為1973年11月5日。

## 車站結構
| 地面層                             | 路面街道               | 日內瓦大街（Geneva Ave）出口 |
| 路面與地下層間夾層/ 舊金山輕軌月台 | 夾層（Mezzanine）      | 車上收費 |
| 路面與地下層間夾層/ 舊金山輕軌月台 | 側式月台，開啟右側車門 | |
| 路面與地下層間夾層/ 舊金山輕軌月台 | 進城                   | ← J教堂 往內河碼頭站 （聖荷西與海洋站，San Jose and Ocean） ← K英格賽 往內河碼頭站 （海洋與菲蘭站，Ocean and Phelan）                                                             |
| 下層BART月台                       | 南向                   | ← 黄线 往舊金山國際機場站（週間）, 密爾布瑞站（週末）(戴利城站) ← 蓝线 往戴利城站（終點站） ← 红线 往密爾布瑞站（週間），戴利城站（週六）（戴利城站） ← 绿线 往戴利城站（終點站） |
| 下層BART月台                       | 島式月台，開啟左側車門 | |
| 下層BART月台                       | 北向                   | → 黄线 往匹茲堡/灣角站 (葛連公園站) → → 蓝线 往都柏林/普萊森頓站 （葛連公園站） → → 红线 往里奇蒙站 （葛連公園站） → → 绿线 往費利蒙站 （葛連公園站） →                           |

此站站體含有兩道BART軌道以及中央的島式月台。其他BART車站或為採用人工照明的完全地下化車站，抑或是開放式，接受自然光照明的高架車站，巴爾波亞公園站結構上形似壕溝，其內的島式月台位於壕溝狀的地下層，其上方無有覆蓋，可接受自然光照明；只有在中間段方為位在地面層的穿堂層遮蔽。穿堂層設計上類似明隧道（見圖），其外即為舊金山輕軌軌道；站體內牆採用粗糙的水泥式建築，未覆蓋壁磚。原始設計者為Corlett & Spackman與恩斯特·玻恩。玻恩也設計了站內的裝飾性圖案。
2011年，車站北側新增了一個出口，直通海洋大街（Ocean Avenue），方便前往舊金山城市學院；原先行人路線必須緊靠著圍牆，行經陡坡、小徑、舊金山輕軌軌道才能抵達城市學院。
巴爾波亞公園站的其他空間為舊金山輕軌的調車場「克提斯·E.·格林輕軌中心」（Curtis E. Green Light Rail Center），西側是280號州際公路、海洋大街、聖荷西大街、日內瓦大街。出城（Outbound）的舊金山輕軌路線J教堂與K英格賽列車停在BART穿堂層與輕軌車場中間，讓乘客下車；之後改為進城（Inbound）方向，在聖荷西大街側的側式月台（2015年4月27日設立）載客後，沿著環繞車場站體的一小段軌道行進後離開此站。M洋景出城路線的行先雖然目前標示「巴爾波亞公園站」為終點站，但其列車實際上是停靠在巴爾波亞公園站斜對街的聖荷西與日內瓦站，其旁為歷史更早的卡麥隆·畢齊車場（Cameron Beach Yard），在M洋景列車從出城方向改為進城方向時，會沿軌道環繞該車場外圍建築物一圈。

## 外部連結
- （英文）BART官方網頁–巴爾波亞公園站總覽 （页面存档备份，存于）

37°43′18″N 122°26′51″W / 37.721629°N 122.447519°W